# Jesús Dermit
Jesús Dermit Saralegui es un ex ciclista profesional español. Nació en la localidad vasca de Bilbao el 14 de mayo de 1909. Fue profesional entre 1927 y 1944 ininterrumpidamente.

## Palmarés
1929
- GP Vizcaya

1935
- Prueba de Legazpi

1936
- Prueba de Legazpi

1938
- Cinturón de Bilbao

1940
- Cinturón de Bilbao

## Resultados en Grandes Vueltas y Campeonato del Mundo
Durante su carrera deportiva ha conseguido los siguientes puestos en las Grandes Vueltas y en los Campeonatos del Mundo en carretera:
| Carrera         | 1927 | 1928 | 1929 | 1930 | 1931 | 1932 | 1933 | 1934 | 1935 | 1936 | 1937 | 1938 | 1939 | 1940 | 1941 | 1942 |
| --------------- | ---- | ---- | ---- | ---- | ---- | ---- | ---- | ---- | ---- | ---- | ---- | ---- | ---- | ---- | ---- | ---- |
| Giro de Italia  | -    | -    | -    | -    | -    | -    | -    | -    | -    | -    | -    | -    | -    | -    | X    | X    |
| Tour de Francia | -    | -    | -    | Ab.  | -    | -    | -    | -    | -    | -    | -    | -    | -    | X    | X    | X    |
| Vuelta a España | X    | X    | X    | X    | X    | X    | X    | X    | -    | X    | -    | -    | -    | -    | X    | X    |
| Mundial en Ruta | X    | -    | -    | -    | -    | -    | -    | -    | -    | -    | -    | -    | X    | X    | X    | X    |

-: no participa

Ab.: abandono

X: ediciones no celebradas

## Equipos
- Miravalles (1927)
- Arenas Club Morales (1928)
- Bilbaína SC (1929)
- Wolber (1930)
- Bilbaína SC (1931-1933)
- GAC (1934)
- BH (1935)
- Orbea (1936)
- Osasuna (1942)